# Zhang Hong
Zhang Hong (cinese 张虹; Heilongjiang, 12 aprile 1988) è una pattinatrice di velocità su ghiaccio cinese, campionessa olimpica dei 1000 metri ai Giochi di Soči 2014.

## Carriera
Ha iniziato a gareggiare nel pattinaggio di velocità nel 2008. Medaglia di bronzo ai Campionati mondiali sprint 2012.

## Palmarès

### Olimpiadi
- 1 medaglia:
  - 1 oro (1000 m a Soči 2014).

### Campionati mondiali sprint
- 2 medaglie:
  - 1 argento (Nagano 2014);
  - 1 bronzo (Calgary 2012).